# Boscovich (Mondkrater)
Boscovich ist ein Einschlagkrater auf der Mondvorderseite.
| Buchstabe | Position           | Durchmesser | Link |
| --------- | ------------------ | ----------- | ---- |
| A         | 9,44° N, 12,62° O  | 6 km        |      |
| B         | 9,78° N, 9,22° O   | 4 km        |      |
| C         | 8,45° N, 11,95° O  | 3 km        |      |
| D         | 8,95° N, 12,17° O  | 3 km        |      |
| E         | 9,03° N, 12,7° O   | 20 km       |      |
| F         | 10,44° N, 11,36° O | 4 km        |      |
| P         | 11,45° N, 10,27° O | 65 km       |      |

Der Krater wurde 1935 von der IAU nach dem Mathematiker und Astronomen Rugjer Josip Bošković offiziell benannt.